# Coelorinchus mayiae
Coelorinchus mayiae är en fiskart som beskrevs av Akitoshi Iwamoto och Williams, 1999. Coelorinchus mayiae ingår i släktet Coelorinchus och familjen skolästfiskar. Inga underarter finns listade i Catalogue of Life.